# Socjalistyczne Stowarzyszenie Strzeleckie
Socjalistyczne Stowarzyszenie Strzeleckie (ang. Socialist Rifle Association, SRA) – amerykańska organizacja strzelecka o orientacji lewicowej. Za cel stawia sobie „dostarczanie ludziom z klasy robotniczej informacji, jakich potrzebują aby skutecznie się uzbroić w celu obrony własnej oraz społeczności”. Organizacja opowiada się za prawem dostępu do broni zgodnie z drugą poprawką z wyraźnie lewicowej perspektywy.  

## Historia
Socjalistyczne Stowarzyszenie Strzeleckie początkowo działało jako grupa na Facebooku. Została założona w 2013, a jej aktywność w większości opierała się na publikacji memów. W okresie rosnącej popularności ruchu alt-right, członkowie grupy zaczęli na poważnie dyskutować nad założeniem lewicowej organizacji strzeleckiej. 

### Charlottesville
Dwie osoby związane z facebookową grupą uczestniczyły w wiecu Unite the Right po stronie kontrmanifestacji, za co zostały pozwane. W październiku 2018 miasto Charlottesville złożyło pozew przeciwko 25 grupom i osobom za rzekomą działalność paramilitarną na podstawie niedawno przyjętego statutu stanowego. Oprócz kilku postaci i organizacji białej supremacji, takich jak Tradycjonalistyczna Partia Robotnicza, Liga Południa i Jason Kessler, w pozwie wymieniono również dwie antyrasistowskie grupy, SRA oraz Redneck Revolt. Członkowie tej drugiej wyrazili się krytycznie wobec osób związanych z SRA, zarzucając im brak profesjonalizmu i nieodpowiedzialne zachowania. 

### Formalne zawiązanie
Ze względu na medialne nagłośnienie inicjatywy SRA, coraz więcej ludzi zgłaszało się do administratorów facebookowej grupy, z chęcią zawiązania realnej organizacji strzeleckiej. Finalnie 13 marca 2018 członkowie grupy założyli SRA jako spółkę z ograniczoną odpowiedzialnością w Nowym Meksyku. Jednocześnie w Kansas 10 października 2018 powstało Socialist Rifle Association Inc. W dniu 16 października 2018 podpisano umowę o połączeniu między dwiema istniejącymi organizacjami, w efekcie czego zawiązana została jedna organizacja non-profit. 

### Pomoc humanitarna

#### Huragany Florencje i Michael
W okresie letnim 2018 we wschodnie wybrzeże USA uderzył huragan Florence. Członkowie SRA pomagali w dostawach żywności oraz podstawowych produktów, przemieszczając się po wybrzeżu ciężarówką. Tak samo, kiedy w październiku 2018 uderzył huragan Michael, SRA, a także lokalne grupy Demokratycznych Socjalistów Ameryki oraz Partii Socjalizmu i Wyzwolenia w Tallahassee, utworzyły projekt Hurricane Michael Mutual Aid, który miał na celu niesienie bezpośredniej pomocy potrzebującym, w tym osobom, które nie mogły otrzymać ulgi od Federalnej Agencji Zarządzania Kryzysowego ze względu na swój nieudokumentowany status.

#### Huragan Dorian
29 sierpnia 2019 SRA rozpoczęło zbiórkę pieniędzy pod nową nazwą organizacyjną „SRAid” na pomoc po katastrofie huraganu Dorian. 5 września SRA ogłosiło, że kilku ochotników pojechało na wschodnie wybrzeże w ramach przygotowań do dostaw dla potrzebujących społeczności w Charleston, Wilmington oraz plemieniu Lumbee w hrabstwie Robeson w Karolinie Północnej.

#### Inne działania
TSA regularnie angażuje się w akcje pomocowe, jak np. zbiórki charytatywne, dostarczanie posiłków potrzebującym, zapewnienie schronienia bezdomnym czy organizacja środków do życia dla osób, które utraciły pracę z powodu pandemii COVID-19. Organizacja przez swoje działania chce promować ideę pomocy wzajemnej.

## Członkostwo
W momencie powstania, organizacja liczyła 30 osób, w listopadzie 2020 już 10 000 aktywnych członków. Posiada 52 lokalne oddziały działające w 33 stanach. Na czele organizacji stoi Zgromadzenie Narodowe składające się z wybranych przedstawicieli z każdej kapituły.
W lipcu 2019 jedna trzecia z 2 000 członków SRA identyfikowało się jako osoba LGBTQ, a w tym 8 procent jako osoby transpłciowe.

## Ideologia
SRA prezentuje stanowisko ogólnopojętej lewicy, odwołując się przy tym do różnych jej odłamów, jak socjalizm, komunizm, anarchizm, syndykalizm itd. Znaczącą ideą przyświecającą działalności SRA jest pomoc wzajemna. W jednym ze swoich materiałów organizacja tak opisuje prezentuje swoje stanowisko ideologiczne:

- Jesteśmy klasą robotniczą i biednymi ludźmi oddanymi edukacji naszej klasy w zakresie bezpiecznego używania broni palnej do samoobrony osobistej i wspólnotowej, a także do rekreacji i polowania na własne potrzeby.
- Jesteśmy wielokierunkowym stowarzyszeniem socjaldemokratów, komunistów i anarchistów zjednoczonych klasą i dla klasy. Szanujemy wzajemne stanowiska i różnice polityczne, zwłaszcza gdy się nie zgadzamy.
- Jesteśmy oddani Wyzwoleniu i Wolności WSZYSTKICH ludzi i dlatego sprzeciwiamy się wszelkim formom ucisku oraz wyzysku.
- Jesteśmy członkami naszych lokalnych społeczności i jako tacy działamy. Na różne sposoby pogłębiamy związki między lewicowymi radykałami a niezorganizowanymi społecznościami, w których żyjemy. Pomagamy wyżywiać, dawać dach nad głową i chronić innych ludzi z klasy robotniczej i zmarginalizowanych.
- Przeciwstawiamy się rozbrojeniu klasy robotniczej.
- Jesteśmy oddani uzbrojeniu klasy robotniczej, zarówno fizycznie, jak i psychicznie.